# Arancio di acridina
L'arancio di acridina è un composto eterociclico aromatico.
Viene utilizzato in citologia e istologia come colorante.
L'arancio di acridina (AO) è un fluorocromo della famiglia delle Acridine, specifico per gli acidi nucleici (DNA/RNA) definito metacromatico, ossia con due diversi spettri di emissione: l'AO a bassa concentrazione e con rapporto colorante/proteine basso si lega al DNA doppia elica ed emette fluorescenza verde attorno ai 525 nm; all'aumento del rapporto colorante/proteine, l'AO provoca condensazione dell'acido nucleico a singola elica (RNA o DNA singola elica) ed emette fluorescenza rossa attorno ai 575 nm. Questa differente sensibilità degli acidi nucleici alla condensazione indotta dall'AO è la base della differente colorazione del DNA versus RNA.
1. ↑  Sigma Aldrich; rev. del 25.11.2013